# Syndroom van Patau
Het syndroom van Patau ( Duits: Pätau-Syndrom) ofwel trisomie 13 is een ernstige chromosomale aandoening met vaak overlijden voor of vlak na de geboorte. Het treedt op door non-disjunctie van chromosomen tijdens de meiose, waarbij een extra chromosoom 13 aan een geslachtscel wordt toegevoegd. Dit leidt tot specifieke dysmorfe kenmerken bij het ongeboren kind.
Het syndroom van Patau komt zelden voor en wordt veroorzaakt door een Robertsoniaanse translocatie of door mozaïscisme. De aandoening werd voor het eerst beschreven door Erasmus Bartholin in 1657. Het syndroom is vernoemd naar de Duits/Amerikaanse geneticus Klaus Pätau (1908-1975), die in 1960 de chromosomale oorzaak van het syndroom vaststelde.
Het syndroom komt voor in ongeveer 1 op de 16000 levendgeborenen. Net als bij alle andere non-disjunctieaandoeningen (bijvoorbeeld syndroom van Down en syndroom van Edwards) stijgt de incidentie van trisomie 13 bij een stijgende leeftijd van de moeder tijdens zwangerschap. Twee ouders die reeds een kind hebben gekregen met trisomie 13, hebben bij een nieuwe zwangerschap iets meer kans op nog een kind met het syndroom. Als er echter sprake is van een translocatie bij een van de ouders, ligt dit percentage hoger.

## Lichamelijke kenmerken
Typische kenmerken van deze aandoeningen zijn:
- afwijkingen van het centrale zenuwstelsel, onder andere holoprosencefalie
- malformaties van andere inwendige organen
- groeiachterstand
- gespleten lip/verhemelte (schisis)
- huid- of botdefecten op schedel
- extra vingers of tenen (postaxiale polydactylie)

## Prognose
Door het grote aantal abnormaliteiten dat optreedt is de overleving van patiënten met trisomie 13 uiterst beperkt. De meeste embryo's overleven de zwangerschap niet en worden spontaan geaborteerd. Van diegenen die wel levend ter wereld komen, komt 82–85% in de eerste maand te overlijden, 85–90% wordt niet ouder dan een jaar. Er zijn slechts vijf gevallen in de medische literatuur beschreven van patiënten met het syndroom van Patau die ouder werden dan tien jaar.